# Cheiracanthium olliforme
Cheiracanthium olliforme is een spinnensoort uit de familie Cheiracanthiidae.
De wetenschappelijke naam van de soort werd in 1993 gepubliceerd door Zhang & Zhu.